# Esma Redžepova

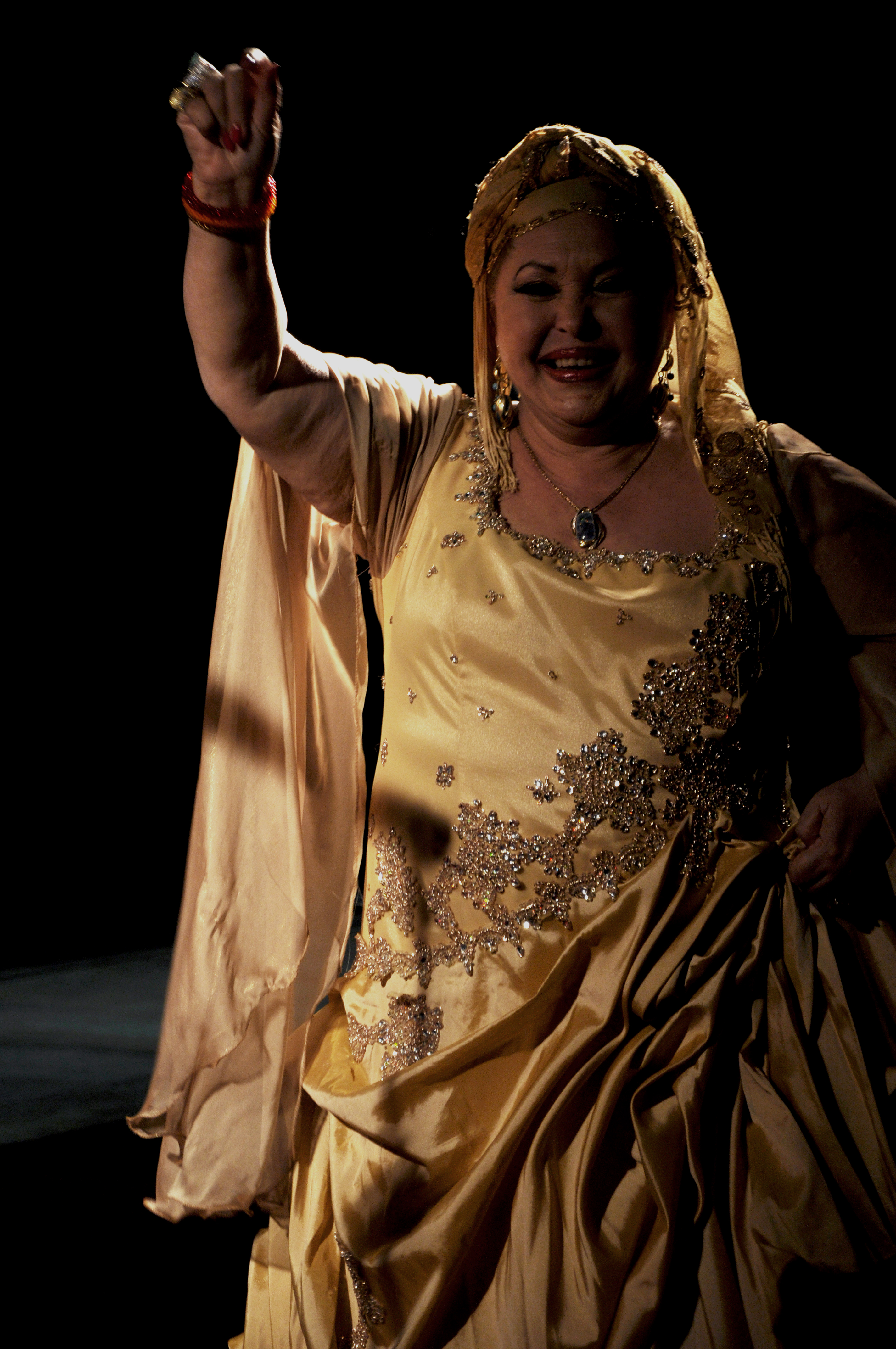
Esma Redžepova (2010)

Esma Redžepova (Есма Реџепова; * 8. August 1943 in Skopje; † 11. Dezember 2016 ebenda) war eine mazedonische Romni-Sängerin.

## Leben und Werk
Redžepova gehörte der Bevölkerungsgruppe der Roma an. Sie wuchs in Šuto Orizari auf, einem Vorort Skopjes mit einem hohen Anteil an Roma. Esmas Bruder überredete sie, an einem Wettbewerb für Lieder in Romani-Sprache teilzunehmen. Von da an gewann sie mehrere Wettbewerbe und fing schließlich an, professionell zu singen. Rasch wurde sie zu einer bedeutenden Vertreterin der Musikgattung Sevdalinka.
In ihrer Karriere nahm sie 108 Lieder und 20 Alben auf. Esma sang auf Romani, Serbisch und Mazedonisch. Esma wird heute im ganzen ehemaligen Jugoslawien geschätzt und verehrt. Sie erhielt zusammen mit ihrem Ehemann Stevo Teodosievski den Titel King and Queen of Romani Music auf dem Roma-Musik-Festival in Chandigarh 1976. 1983 sang Esma Redžepova vor der indischen Präsidentin Indira Gandhi. Eines ihrer bekanntesten Lieder ist Čaje Šukarije (Schönes Mädchen). Dieser Song wurde im Jahr 1995 von der türkischen Sängerin Candan Erçetin unter dem Titel Sevdim Sevilmedim gecovert.
Sie sang Djelem, djelem in der Version von Žarko Jovanović, das zur Hymne aller Roma und Sinti gekürt wurde. Sie trat auch zusammen mit der Band Mostar Sevdah Reunion auf, für deren Album gleichen Namens nahmen sie zusammen Moj dilbere, eine Sevdalinka, auf.
Außerhalb ihrer Karriere als Sängerin war sie auch für ihre humanitären Einsätze bekannt. Mit ihrem Ehemann Stevo Teodosievski adoptierte sie 47 Kinder und eröffnete ein Kinderheim für obdachlose Kinder in Nordmazedonien.

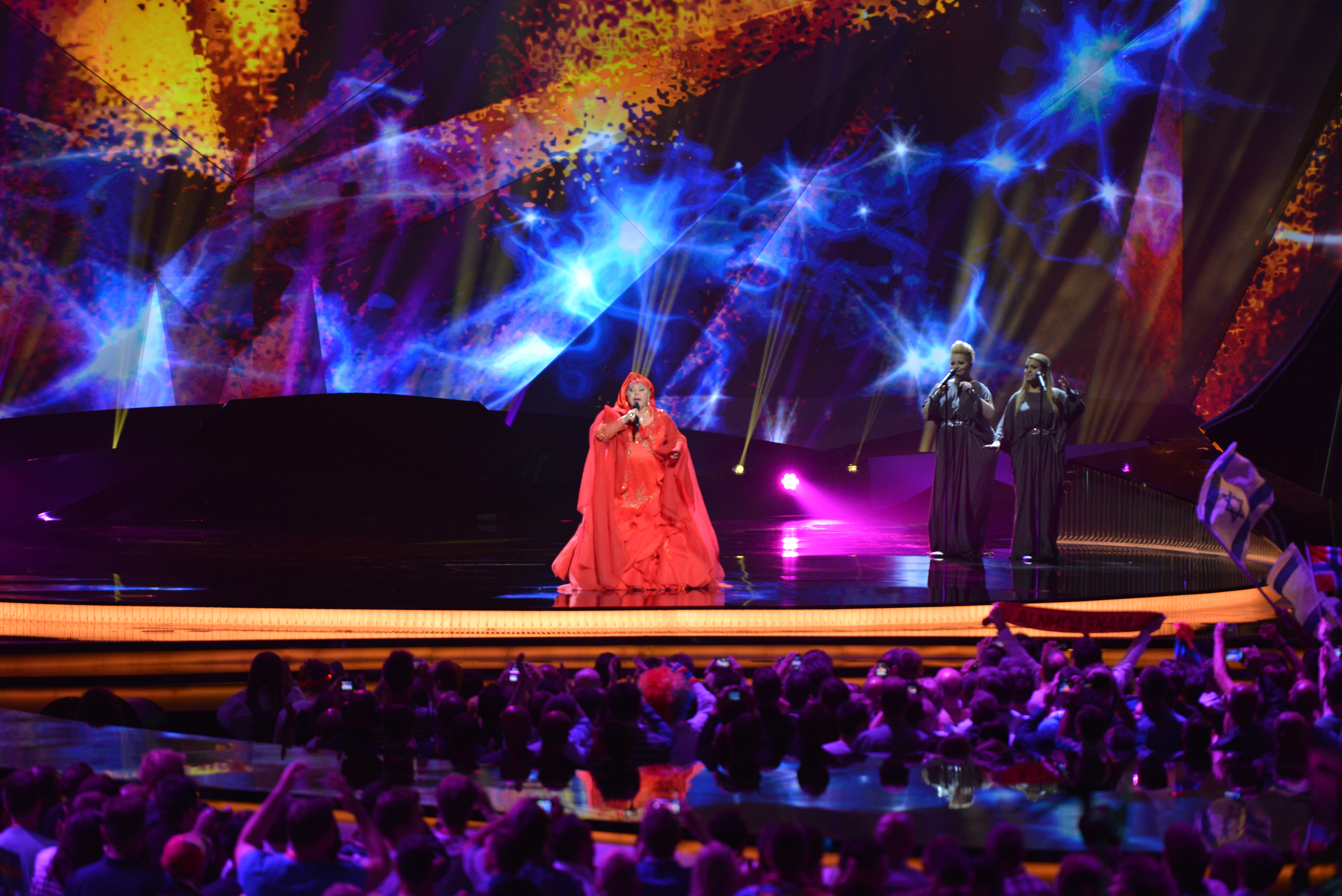
Lozano und Esma beim Eurovision Song Contest 2013

Zusammen mit dem Sänger Vlatko Lozanoski trat Esma Redžepova für Nordmazedonien beim Eurovision Song Contest 2013 an. Sie schieden allerdings im Halbfinale aus.
Redžepova starb am 11. Dezember 2016 nach den Folgen einer Lungenentzündung im Alter von 73 Jahren.

## Diskografie

### Alben
- 1971: Ciganske pesme i kola
- 1974: Zošto Si Me, Majko, Rodila
- 1975: Belly Dances
- 1977: Makedonske Pesme i Ora - Ciganske Pesme i Čočeci
- 1977: Kroz Jugoslaviju
- 1980: Esma
- 1987: Makedonska Ora i Čočeci
- 2000: Chaje Shukarije
- 2000: Esma's Dream
- 2002: Nasvali So Uljum
- 2003: Pomeḡu Dva Života
- 2005: Esma Redžepova
- 2007: Gypsy Carpet
- 2008: Tu Me Duj Džene

### Zusammenarbeiten
- 1994: Songs of the Macedonian Gypsy (mit Usnija Redžepova)
- 2007: Legends of Gypsy Music from Macedonia (mit Ferus Mustafov)

### Kompilationen
- 2002: Čaje Šukarije 18 Izvornih Snimaka 1961 – 1966

### Singles (Auswahl)
- 1965: Opa Nina, Nina naj
- 1971: Čaje Šukarije
- 2002: Dani Su Bez Broja (mit Magazin)
- 2002: Magija / Čini (mit Tose Proeski)
- 2013: Pred Da Se Razdeni (mit Vlatko Lozanoski)